# Nebria banksi
Nebria banksi (лат.) — вид жуков-жужелиц из подсемейства плотинников. Восточная Палеарктика, бореальный вид. Россия (Средняя и Северо-Восточная Сибирь, Прибайкалье, Дальний Восток); Северная Корея. 

## Описание
Длина тела около 1 см. Основная окраска чёрная с металлически отблеском синего, фиолетового и зеленовато-бронзового цвета. От близких видов (Nebria baicalopacifica и Nebria catenulata) отличается следующими признаками: наличием прищитиковой щетинконосной поры; узкими промежутками нечётных промежутков надкрылий (1,38—1,71 мм); строением эдеагуса самцов. Надкрылья неодноцветные, задние крылья развиты (полнокрылые). Обитает на берегах таёжных горных рек и речек.
Вид был восстановлен в видовом статусе из подвидового в 2006 году российскими энтомологами Романом Юрьевичем Дудко (Институт систематики и экологии животных СО РАН, Новосибирск) и Виктором Георгиевичем Шиленковым (Иркутский государственный университет, Иркутск).